# Leitha Straße
De Leitha Straße B60 is een Bundesstraße in Oostenrijkse deelstaat Neder-Oostenrijk.
De B60 verbindt Wiener Neustadt via Götzendorf an der Leitha met Fischamend. De weg is 51 km lang.
Routebeschrijving
De B60 begint in het noordoosten van Wiener Neustadt op een rotonde met de  B21b. De weg loopt in noordoostelijke richting de stad uit en komt door Eggendorf, Ebenfurth}, Pottendorf en kruist bij afrit Pottendorf de A3. De weg loopt verder door Ebreichsdorf, waar ze een samenloop heeft met de B16, Reisenberg en  Götzendorf an der Leitha} waar een korte samenloop is met de B15. De weg kruist op een rotonde ten zuidoosten van Schwadorf de B15 en loopt nog door Enzersdorf an der Fischa. De B60 eindigt in Fischamend op een kruising met de B9.
Geschiedenis
De weg van Wiener Neustadt via Waltersdorf, Moosbrunn, Himberg en Maria Lanzendorf naar Favoriten, waarvan in  Moosbrunn een weg van afsplitste die via Gramatneusiedl, Ebergassing, Schwadorf naar Fischamend liep. Deze beide wegen behoren tot de 17 wegen die in 1866 tot Neder-Oostenrijkse Landesstraßen verklaard werden.
De Wiener Neustadt-Schwadorfer Straße behoort sinds 1 april 1959 tot de lijst met Oostenrijkse Bundesstraßen. De weg liep echter niet via Gramatneusiedl, maar via Reisenberg en Götzendorf. Door de verandering van het netwerk van Bundesstraßen in 1971 werd ze in Leitha Straße hernoemd en werd ze vanaf 1 januari 1972 tot aan Fischamend verlengd.
B1 · 
B2 · 
B3 · 
B4 · 
B5 · 
B6 · 
B7 · 
B8 · 
B9 · 
B10 · 
B11 · 
B12 · 
B13 · 
B14 · 
B15 · 
B16 · 
B17 · 
B18 · 
B19 · 
B20 ·  
B21 · 
B22 · 
B23 · 
B24 · 
B25 · 
B26 · 
B27 · 
B28 · 
B29 · 
B30 · 
B31 · 
B32 · 
B33 · 
B34 · 
B35 · 
B36 · 
B37 · 
B38 · 
B39 · 
B40 · 
B41 · 
B42 · 
B43 · 
B44 · 
B45 · 
B46 · 
B47 · 
B48 · 
B49 · 
B50 · 
B51 · 
B52 · 
B53 · 
B54 · 
B55 · 
B56 · 
B57 · 
B58 · 
B59 · 
B60 · 
B61 · 
B62 · 
B63 · 
B64 · 
B65 · 
B66 · 
B67 · 
B68 · 
B69 · 
B70 · 
B71 · 
B72 · 
B73 · 
B74 · 
B75 · 
B76 · 
B77 · 
B78 · 
B79 · 
B80 · 
B81 · 
B82 · 
B83 · 
B84 · 
B85 · 
B86 · 
B87 · 
B88 · 
B89 · 
B90 · 
B91 · 
B92 · 
B93 · 
B94 · 
B95 · 
B96 · 
B97 · 
B98 · 
B99 · 
B100 · 
B105 · 
B106 · 
B107 · 
B108 · 
B109 · 
B110 · 
B111 · 
B113 · 
B114 · 
B115 · 
B116 · 
B117 · 
B119 · 
B120 · 
B121 · 
B122 · 
B123 · 
B124 · 
B125 · 
B126 · 
B127 · 
B129 · 
B130 · 
B131 · 
B132 · 
B133 · 
B134 · 
B135 · 
B136 · 
B137 · 
B138 · 
B139 · 
B140 · 
B141 · 
B142 · 
B143 · 
B144 · 
B145 · 
B146 · 
B147 · 
B148 · 
B149 · 
B150 · 
B151 · 
B152 · 
B153 · 
B154 · 
B155 · 
B156 · 
B158 · 
B159 · 
B160 · 
B161 · 
B162 · 
B163 · 
B164 · 
B165 · 
B166 · 
B167 · 
B168 · 
B169 · 
B170 · 
B171 · 
B172 · 
B173 · 
B174 · 
B175 · 
B176 · 
B177 · 
B178 · 
B179 · 
B180 · 
B181 · 
B182 · 
B183 · 
B184 · 
B185 · 
B186 · 
B187 · 
B188 · 
B189 · 
B190 · 
B191 · 
B192 · 
B193 · 
B197 · 
B198 · 
B199 · 
B200 · 
B201 · 
B202 · 
B203 · 
B204 · 
B205 · 
B209 · 
B210 · 
B211 · 
B212 · 
B213 · 
B214 · 
B215 · 
B216 · 
B217 · 
B218 · 
B219 · 
B220 · 
B221 · 
B222 · 
B223 · 
B224 · 
B225 · 
B226 · 
B227 · 
B228 · 
B229 · 
B230 · 
B303 · 
B305 · 
B309 · 
B310 · 
B311 · 
B316 · 
B317 · 
B319 · 
B320